# 黄天荡之战
黄天蕩之战是在宋金战争中，公元1130年（宋建炎四年，金天会九年），宋军与金军在黄天蕩进行的一次水战。
據《中国通史》载，黄天蕩位於今江蘇省南京市東北和鎮江市西北部的長江南岸相連接處，由此可推斷具體位置位於今日鎮江句容市的下蜀鎮、寶華鎮和南京市棲霞區龍潭街道的部分地區。

## 背景
南宋建炎三年（1129年）十月，金军在完颜兀术带领下第三次南下深入长江地区，攻破建康城，直逼临安。宋高宗赵构南逃至明州（今浙江省宁波市）。第二年正月，金军攻明州，赵构乘船入海逃向温州，金军尾追不舍。南宋水军将领张公裕率部在台州附近海面阻击金军，使高宗得以幸免于难。金军受到江南各地军民抵抗和打击，在大肆掳掠后于二月开始北撤。

## 史书记载
不同史书对黄天蕩之战有不同的描述，但《宋史》和《金史》都有夸大的嫌疑。
《宋史》韩世忠传：世忠以前军驻青龙镇，中军驻江湾，后军驻海口，俟敌归邀击之。……及金兵至，则世忠军已先屯焦山寺。……兀朮遣使通問，約日大戰，許之。戰將十合，梁夫人親執桴鼓，金兵終不得渡。……挞辣在潍州，遣孛堇太一趋淮东以援兀术，世忠与二酋相持黄天荡者四十八日。太一孛堇军江北，兀术军江南，世忠以海舰进泊金山下，预以铁绠贯大钩授骁健者。明旦，敌舟噪而前，世忠分海舟为两道出其背，每缒一绠，则曳一舟沉之。兀术穷蹙，求会语，祈请甚哀。世忠曰：“还我两宫，复我疆土，则可以相全。”兀术语塞。又数日求再会，言不逊，世忠引弓欲射之，亟弛去，谓诸将曰：“南军使船欲如使马，奈何？”募人献破海舟策。闽人王某者，教其舟中载土，平版铺之，穴船版以棹桨，风息则出江，有风则勿出。海舟无风，不可动也。又有献谋者曰：“凿大渠接江口，则在世忠上流。”兀术一夕潜凿渠三十里，且用方士计，刑白马，剔妇人心，自割其额祭天。次日风止，我军帆弱不能运，金人以小舟纵火，矢下如雨。孙世询、严允皆战死，敌得绝江遁去。世忠收余军还镇江。初，世忠謂敵至必登金山廟，觀我虛實。乃遣兵百人伏廟中，百人伏岸滸，約聞鼓聲，岸兵先入，廟兵合擊之。金人果五騎闖入，廟兵喜，先鼓而出，僅得二人。逸其三，中有絳袍玉帶、既墜而復馳者，詰之，乃兀朮也。是役也，兀术兵号十万，世忠仅八千余人。帝凡六賜劄，褒獎甚寵。
《宋史》高宗本紀：「丁巳，金人至镇江府，韩世忠屯焦山寺邀击之。……夏四月癸酉……甲申，下诏亲征，巡幸浙西。韓世忠駐軍揚子江，要金人歸路，屢敗之，兀朮引軍走建康。乙酉，以御史中丞趙鼎為翰林學士，鼎固辭不拜。戚方圍宣州。劉光世遣統制王德誘誅劉文舜於饒州。丙申，用趙鼎劾奏，呂頤浩罷為鎮南軍節度使、醴泉觀使。命三省、樞密院同班奏事。韓世忠及兀朮再戰江中，金人乘風縱火，世忠敗績。」
《金史》宗弼传：宗弼还自杭州，遂取秀州。赤盏晖败宋军于平江，遂取平江。阿里率兵先趋镇江，宋韩世忠以舟师扼江口。宗弼舟小，契丹、汉军没者二百余人，遂自镇江溯流西上。世忠袭之，夺世忠大舟十艘，于是宗弼循南岸，世忠循北岸，且战且行。世忠艨艟大舰数倍宗弼军，出宗弼军前后数裡，击柝之声，自夜达旦。世忠以轻舟来挑战，一日数接。将至黄天荡，宗弼乃因老鹳河故道开三十里通秦淮，一日一夜而成，宗弼乃得至江宁。挞懒使移剌古自天长趋江宁援宗弼，乌林答泰欲亦以兵来会，连败宋兵。宗弼发江宁，将渡江而北。宗弼军渡自东，移剌古渡自西，与世忠战于江渡。世忠分舟师绝江流上下，将左右掩击之。世忠舟皆张五緉，宗弼选善射者，乘轻舟，以火箭射世忠舟上五緉，五緉著火箭，皆自焚，烟焰满江，世忠不能军，追北七十里，舟军歼焉，世忠仅能自免。
《金史》斜卯阿里传：“宗弼至余杭，而宋主走明州，阿里与蒲卢浑以精骑四千袭之，破东关兵，济曹娥江，败宋兵于高桥镇。至明州，颇失利。”
《金史》太宗本纪：“三月丁卯……宗弼及宋韩世忠战于镇江，不利。四月丙申，复战于江宁，败之。诸军渡江。”

## 战役结果
此戰打破了金軍戰無不勝的神話，並讓主將金兀朮為之喪膽，使金兵放棄直接渡長江南侵的計劃，而轉攻西邊的川陝；由此奠定南宋得保半壁江山的基礎，宋高宗得以偏安東南。故後人称之为“黄天荡大捷”。
據《宋史》，韩世忠以8千人困10万人达48天，之后金军欲返回北方，韩世忠率兵堵截，金军火攻突破後返北。據《金史》，金军火攻後，“舟军歼焉，世忠仅能自免”，几乎全歼宋军。
此战令韩世忠获得极高声誉，赞曰“屯兵要害，邀撃其归，大振军声，杀伤过当，强邻震叠，知国有人，至今天下诵之。”韩世忠之妻梁氏身先士卒，冒着流矢，亲自擂鼓指挥作战，传为佳话。

## 质疑
《宋史》说两军相持48日，而《金史》则说是30日。
《宋史》说金兵10万，宋兵8千。而《金史》上金军只有4千。
《金史》和《宋史》都说金军一天之内挖出一条长30里的河道。